# Масовий аналіз
Масовий аналіз (рос. анализ по массам, англ. mass analysis) — у мас-спектроскопії — процес, при якому суміш йонних та нейтральних частинок ідентифікується за їх відношенням маси до заряду (йони) або за загальною масою молекулярних частинок (нейтральні частинки). 